# The Velvet Underground (альбом)
The Velvet Underground — третий альбом американской рок-группы The Velvet Underground. Выпущенный в марте 1969 года на MGM Records, он стал их первой записью с Дугом Юлом, который заменил предыдущего участника Джона Кейла. Записанный в 1968 году в TTG Studios в Лос-Анджелесе, штат Калифорния, альбом, состоящий в основном из баллад и простых рок-песен, заметно отличается по стилю от предыдущих записей группы. Вокалист Лу Рид намеренно сделал это в результате резкого предыдущего альбома White Light/White Heat. Рид хотел, чтобы в альбоме пели и другие участники группы; Юл исполнил вокальные партии в некоторых композициях, а заключительную композицию «After Hours» спела барабанщица Мо Такер.
Тематически The Velvet Underground посвящён любви, что контрастирует с предыдущими релизами группы. Рид разработал порядок треков и основывал свои песни на отношениях и религии. Песня «Pale Blue Eyes» была названа одной из его лучших песен о любви, а «The Murder Mystery» была отмечена за эксперименты, как возвращение к White Light/White Heat. Билли Нэйм сделал фотографию альбома, на которой группа сидит на диване на «Фабрике Энди Уорхола». Процесс записи начался в кратчайшие сроки, и хотя у группы был высокий моральный дух, в конечном итоге они были разочарованы тем, что Рид создал свой собственный микс из финального варианта.
Современные рецензии высоко оценили альбом, который стал поворотным моментом для группы. Тем не менее, The Velvet Underground не попал в чарты, опять же из-за недостатка продвижения со стороны звукозаписывающего лейбла группы. Рид играл доминирующую роль в процессе микширования, и был выпущен его собственный микс альбома, названный «closet mix», в то время как звукорежиссёр Вэл Валентайн создал более распространённый микс. Ретроспективные обзоры назвали его одним из величайших альбомов десятилетия 1960-х годов и всех времён, при этом многие критики отмечали его сдержанное производство и личные тексты. В 2020 году журнал Rolling Stone поставил его на 143 место в списке 500 величайших альбомов всех времён.

## Об альбоме
В сентябре 1968 года Кейла выгнали из группы, и Юл был приглашён в качестве басиста. Юл был найден Моррисоном через гастрольного менеджера группы Ханса Онсагера. Через несколько недель после того, как Юл присоединился к Velvet Underground, они начали записывать свой третий альбом. Лу Рид, основной автор песен группы, считал, что группа не должна «делать ещё один White Light/White Heat. Я думал, что это будет ужасной ошибкой, и я действительно в это верил. Я считал, что мы должны продемонстрировать другую нашу сторону. Иначе мы превратимся в одномерную вещь, и этого нужно было избежать любой ценой» .
По словам Моррисона, ранее в 1968 году большая часть оборудования группы была ограблена в международном аэропорту Кеннеди, что повлияло на звучание альбома. Однако Юл отвергает его утверждение, объясняя, что он не помнит о таком событии, поясняя, что группа просто играла более мелодично — Такер также говорит об этом. В это время Рид все больше увлекался успокаивающей музыкой, и в интервью Лестеру Бэнгсу он выделил композиции «Jesus» и «Candy Says», заявив, что последняя «возможно, лучшая песня, которую я написал…» Рид считал, что White Light/White Heat — это максимум, на который группа могла пойти с таким продюсированием, и дополнительно называл каждый альбом группы главой. Они начали записываться после гастролей на Западном побережье, и менеджер группы Стив Сесник получил студийное время в кратчайшие сроки, так что у группы было мало времени на подготовку. В то время Рид регулировал отношения между своей девушкой Шелли Албин и Name, что повлияло на его написание песен.

## Запись
Альбом The Velvet Underground был записан в ноябре и декабре 1968 года в студии TTG Studios в Лос-Анджелесе. Группа жила в отеле Chateau Marmont и часто гастролировала во время записи. Они писали и репетировали в отеле днём, а записывали песни ночью. Рид и Моррисон играли на 12-струнных гитарах Fender. Обстановка в студии была в целом высокой — Юл сказал, что запись альбома «была очень весёлой. Сессии были конструктивными, счастливыми и творческими, все работали вместе». По словам Юла, на основные треки ушла «пара недель», дополнительно описав альбом как «студийный живой альбом». Рид намеренно пытался сделать так, чтобы Юл оказался в центре внимания, и участники группы подозревали, что это могло раздуть его эго. В целом, на сессиях царила радостная атмосфера; Такер говорила, что она «была довольна направлением, в котором мы двигались, и новым спокойствием в группе, и думала о хорошем будущем, надеясь, что люди поумнеют и какая-нибудь звукозаписывающая компания возьмёт нас и сделает все по справедливости».
В песне «The Murder Mystery» звучат голоса всех четырёх участников. Юл утверждает, что песня была записана в студии MGM на Шестой авеню в Нью-Йорке, хотя это противоречит примечаниям к альбому. Заключительная песня альбома, «After Hours», содержит редкий сольный вокал Такер, который попросил Рид, поскольку он чувствовал, что милый, невинный характер её голоса лучше соответствует настроению песни, чем его собственный. Такер нервничала во время записи трека, и после восьми дублей заставила всех уйти, кроме себя, Рида и Валентайна. После того, как она закончила дубль, она сказала, что не будет петь эту песню вживую, если только кто-нибудь не попросит об этом. Рид записал несколько гитарных соло для «What Goes On»; когда Валентайн сказал, что им не хватает места на дорожке, группа в итоге решила оставить их все , поскольку Рид не мог решить, какое из них звучит лучше. Когда Рид сделал свой собственный микс для альбома — в котором были заглушены другие бэк-партии, кроме его вокала — Моррисон и Такер были раздражены. Моррисон описал конечный результат как «анти-продакшн».

## Музыка и тексты
Сдержанность и тонкость альбома были значительным отходом от прямолинейной резкости White Light/White Heat. В нём стало меньше откровенных сексуальных отсылок, ужасов и упоминаний о наркотиках, вместо них появились рассуждения о религии, любви и одиночестве. Музыкальный критик Грег Кот из Chicago Tribune охарактеризовал его как фолк-рок, а Трой Карпентер из журнала Rolling Stone сказал, что он сосредоточен на мягком, мелодичном роке. По мнению музыкального журналиста Стива Тейлора, The Velvet Underground — это поп-альбом из-за его более доступных песен, и «его называли „Лу Рид с бэк-группой“ из-за акцента, сделанного на песнях, а не на экспериментальной звуковой работе». Биограф Ричи Унтербергер прокомментировал резкий сдвиг в его звучании: «Выпустив, возможно, самый громкий альбом всех времён, они теперь как будто решили сделать самый тихий LP в мире.» Рид сказал, что все песни в альбоме расположены по порядку и дополняют друг друга, уточнив в интервью Ховарду Смиту:

Во вступительной песне были заданы определённые вопросы… а затем она была разложена, знаете, по разным этапам. … все заканчивалось словами «Иисус, помоги мне сделать это, чувак». … И после того, как вы прошли через все… от этого до этого, что похоже на то, через что проходит обычный человек, вы сталкиваетесь с «Тайной убийства», которая полностью переворачивает все. Потому что ты не должен с этим сталкиваться, но ты столкнулся.
Как и в других альбомах… люди не уловили [порядок треков]. А в этом я чувствовал, что это очевидно. Но, возможно, это было не так. … И наконец он подводит итог, он говорит: «Это история моей жизни». Но затем он столкнулся с чем-то другим, а именно: как только вы преодолели себя, вы разобрались с собой, так что вы не существуете… Но то, что действительно происходит вне тебя, — это «Тайна убийства»… а после этого это было просто, ну, «После работы». Что можно сказать после «Тайны убийства»? Разве что «закрой дверь, и ночь может длиться вечно». И это правда.

Рид считал каждую песню «маленькими пьесами», лирически не связанными с ним самим. Кроме энергичных рок-композиций «What Goes On» и «Beginning to See the Light», альбом содержит рефлексивные, мелодичные песни о различных формах любви, такие как «Pale Blue Eyes», «Some Kinda Love», «Jesus», «I’m Set Free» и «That’s the Story of My Life». Игра Рида и Моррисона на двух гитарах стала самым заметным звуком группы, а альбом отличался свободными аранжировками, в которых отсутствовали искажения. Единственная песня, в которой проявились авангардные корни группы, — это «The Murder Mystery». Для записи песни потребовалось две сессии, а стихотворение к ней позже было опубликовано в The Paris Review.

### Первая сторона
Открывающий альбом трек «Candy Says» вдохновлён драг-квином и актёром Кэнди Дарлинг, которая была членом «Фабрики Уорхола». Юл поёт историю о Дарлинг, которая ненавидит своё тело и испытывает эмоциональную боль. В песне есть отсылка к мыслям Дарлинг, в которой двусмысленно говорится: «Я стала ненавидеть своё тело и все, что оно требует в этом мире». Дарлинг вновь упоминается в песне Рида 1972 года «Walk on the Wild Side». Моррисон говорил, что Юл решил исполнить эту песню, потому что Рид был измотан гастролями. Юла поддерживают ду-воп-гармонии и бэк-вокал. Это был первый раз, когда Юл пел в студии, и песня была им исполнена по настоянию Рида.
В песне «What Goes On» звучит бодрый ритм и сочетаются несколько гитарных партий на фоне органа; этот орган, на котором играет Юл, присутствует в других песнях альбома. Кори Гроу из Rolling Stone описал гитарное соло Рида в этой песне как «волыночное». Роб Йованович назвал эту песню «аномалией» первой стороны, она дополнена «дёрганым ритмом», её звучание — результат того, что Рид увеличил громкость своей гитары во время записи. Р. К. Бейкер из The Village Voice назвал эту песню «одним из величайших экзистенциальных гимнов рок-н-ролла» .
«Some Kinda Love» содержит откровенно грубоватые тексты, контрастирующие с записью, но в ней все же есть приглушённые элементы — Такер использует только ковбелл и бас-барабан. В ней неоднозначно описывается любовь, в частности религиозная любовь. Рид ссылается на стихотворение Т. С. Элиота «Полые люди» . Он пишет о двух персонажах, Томе и Маргарите, подробно описывая соблазнительный разговор между ними. Виктор Бокрис приводит это как ещё один пример, «когда [Рид] заставляет рок-лирику функционировать как литература». Гроу сказал, что песня объясняет, как любовь однородна, в то время как «Pale Blue Eyes» просто обсуждает «другой вид любви», а именно адюльтер, по словам Рида.
Песня «Pale Blue Eyes» была названа одной из величайших песен Рида о любви — Моррисон выделил её из альбома в интервью 1981 года. Её сочинение относится к 1966 году; она исполнялась вживую с середины того же года. В ней описывается прелюбодеяние и грех, что является продолжением религиозных отсылок альбома. Она была вдохновлена девушкой Рида в то время, Шелли Албин. По словам Рида, он написал её для кого-то, по кому он скучал, у кого были лесные глаза; песня ссылается на «I’ll Be Your Mirror» и «Been Down So Long It Looks Like Up To Me» Ричарда Фариньи. Кроме того, Сесник предполагает, что некоторые строки связаны с увольнением Кейла. Такер играет на бубне. Рид высоко оценил гитарное соло Моррисона в песне:
В нём было такое красивое заикание. Я никогда не смог бы так сыграть. Я всегда удивлялся, как, чёрт возьми, он это делает. Но это было просто то, как он играл — интуитивно, но интуиция сочеталась с мозгом".
По словам Рида, «Jesus» не имеет ничего общего с религией, хотя он описал её как песню о поиске. Однако в этой фолк-балладе Рид просит Иисуса об искуплении в форме радостной проповеди. Рид мало интересовался религией; посыл песни в целом светский. По ходу песни бас Юла играет ведущую роль в инструментальном сопровождении.

### Вторая сторона
В песне «Beginning to See the Light» используется фраза, связанная с религиозным искуплением. В песне Рид обсуждает своё воображаемое откровение, и подтверждает своё отличие быть любимым, на этот раз описанное в связи с религией. Он обращается к движению свободной любви со строками «Here we go again/I thought you were my friend», позже комментируя «How does it feel to be loved?».
Песня «I’m Set Free» неоднозначна, хотя в ней отдаётся честь Филу Спектору; прощание в конце песни имитирует прощание в песне «You’ve Lost That Lovin’ Feelin’» группы Спектора The Righteous Brothers. Унтербергер хвалит гитарное соло из этой песни как «одно из самых со вкусом недооценённых соло группы». Эту песню также исполняет Юл. В песне Рид утверждает, что он свободен от отношений, хотя в итоге он обнаруживает, что это неправда.
«That’s the Story of My Life» минимальна по инструментарию, хотя в ней также упоминается имя. Первоначально Кейл играл на альте в концертных версиях песни, но в студийную версию альт включён не был. Во время песни повторяются четыре строки текста. Название и текст были вдохновлены замечанием Нейма, который познакомил Рида с одним из своих самых больших авторитетов, Алисой Бейли. Бокрис резюмирует тему этой песни: «Разница между добром и злом — это история жизни [Рида]».
«The Murder Mystery» — это разговорный трек. Он включает в себя ритм рага, журчащий орган, накладывающиеся друг на друга фрагменты разговорных слов и лилейный контрапунктический вокал. Во время куплетов Лу Рид и гитарист Стерлинг Моррисон одновременно читают разные стихи, причём голоса располагаются строго слева и справа. В припевах Такер и Юл одновременно поют разные тексты и мелодии, также разделённые слева и справа. Унтербергер отметил, что в песне «мало мелодии», а её повествование повторяется, сравнивая её с «пластинками на 78 и 16 оборотов в минуту, играющими одновременно», трек завершается «прогрессивно безумным» фортепиано. Говоря об этой песне, Рид ссылался на «Сестру Рэй», уточняя, что песня «является частью романа, который представляет собой загадку убийства». Она никогда не исполнялась вживую целиком — Моррисон сказал, что её было бы слишком сложно играть. Йованович описал её как «непонятную смесь» и дань уважения White Light/White Heat; Рид назвал её неудачной, поскольку он хотел, чтобы «один вокал говорил [лирическую] противоположность другому».
Песня «After Hours» напоминает музыку времён Великой депрессии. Это был их единственный на тот момент релиз с Такер на ведущем вокале. Такер не играет на ударных; её поддерживает только гитара. Такер отсчитывает время, говоря «раз, два, три»; на более раннем диске с записью трек был помечен как «If You Close the Door (Moe’s Song)». В целом, в песне обсуждается намеренная изоляция.

## Обложка
Обложка была сделана Нэймом, на ней изображена группа, спокойно сидящая на диване на «Фабрике Уорхола». За фотографию Нэйму заплатили 300 долларов, что было самой большой суммой, которую ему заплатили в то время за фотографию. Юл и Такер смотрят на Рида, а Моррисон смотрит в сторону — по словам Такера, это потому, что Рид говорил об обложке журнала. Задняя обложка представляет собой фотографию курящего Рида, разделённую на две половины, одна из которых перевёрнута вверх ногами, и обе показывают только левую сторону его лица. Каждая сторона включает в себя список треков и титры к альбому, которые также перевёрнуты в этой части фотографии. Рид держал в руках номер журнала Harper's Bazaar, который был удалён аэрографом. Из-за оформления обложки пластинку окрестили «Серым альбомом» (англ. The Grey Album).

## Релиз

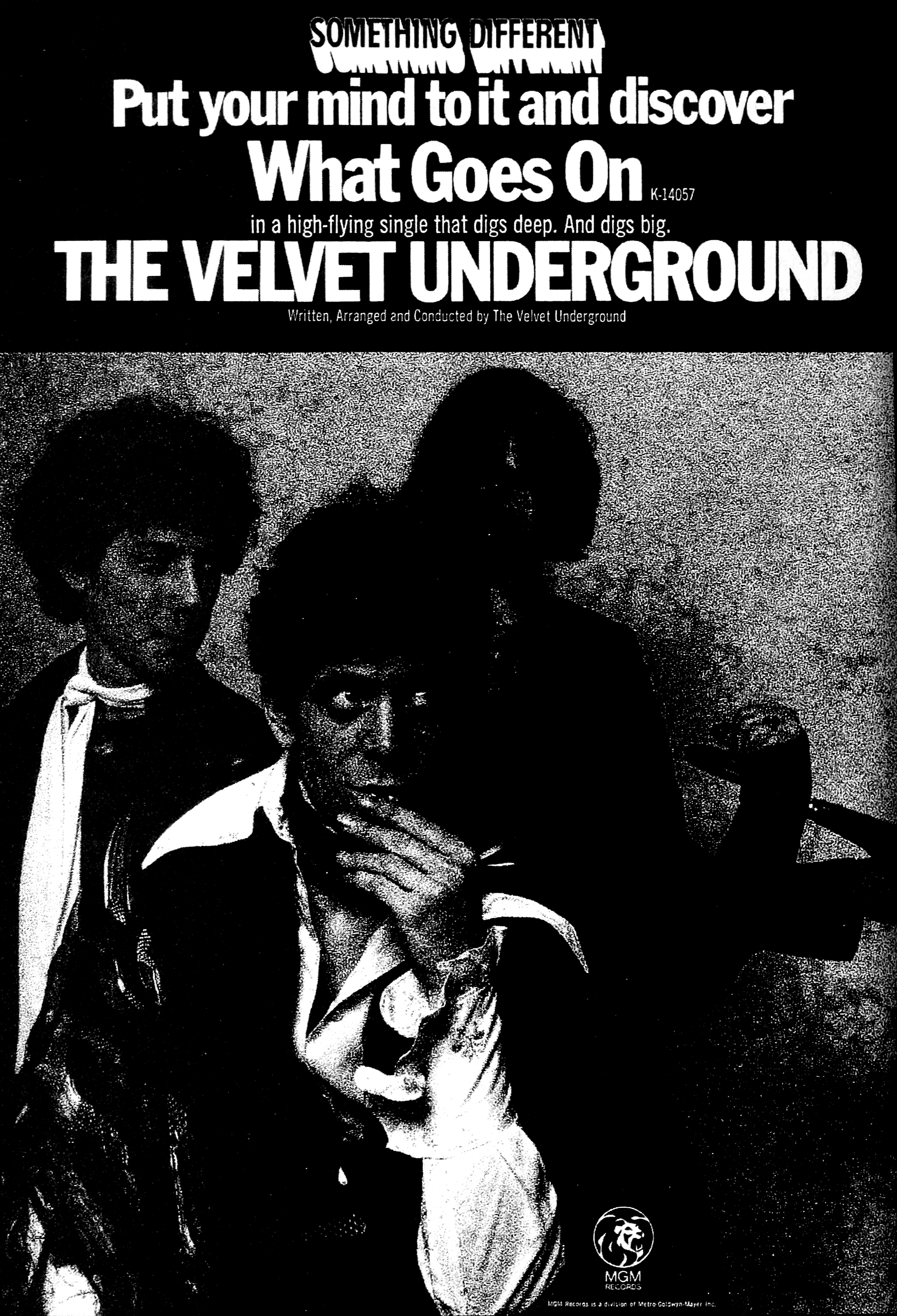
Полностраничная реклама, которую MGM использовала для продвижения «What Goes On».

В статье от ноября 1968 года газета Los Angeles Free Press указала дату выхода третьего альбома как январь 1969 года, в то время как альбом был полностью предварительно представлен датским журналом Superlove в январе 1969 года. Фил Моррис из MGM сообщил Record World 22 февраля 1969 года, что альбом готов к выпуску. Когда альбом был выпущен в марте 1969 года, в титрах песен в качестве композитора была указана вся группа, хотя Рид написал все песни. На более поздних релизах Рид был указан как единственный композитор. Группа перешла с Verve Records на родительский лейбл MGM по неизвестным причинам — Сесник говорил, что рок-отделение Verve было близко к закрытию, а Моррисон говорил, что это было просто «административное изменение». В конечном итоге, решение о переходе на MGM было принято Сесником.
Было выпущено два микса альбома. Первоначальный микс Рида, в котором усилен его вокал и понижены инструменты, был первым миксом, проданным в Соединённых Штатах. Моррисон отметил, что он звучит так, как будто был записан в чулане, что привело к его обозначению как «чуланный микс». Валентайн создал более обычный микс, о котором Юл позже говорил, что не знал. Более распространённым является микс, приписываемый Валентайну , который распространялся по всей Европе. Эти две версии используют совершенно разные исполнения «Some Kinda Love», обе взяты с одних и тех же сессий записи. «Микс из шкафа» был выбран для включения в бокс-сет Peel Slowly and See.
Хотя группа планировала гастролировать только после выхода двух коммерчески успешных синглов, их гастрольный график оставался почти непрерывным, и был выпущен только один неудачный сингл. Сингл «What Goes On» был выпущен в марте 1969 года с песней «Jesus» в качестве би-сайда. MGM рекламировала его в полностраничной рекламе в Cashbox, но его распространение было сильно ограничено. Альбом страдал от недостатка продвижения, хотя была использована реклама на радио WNEW-FM в Нью-Йорке, и MGM также разместила рекламу в таких изданиях, как Rolling Stone, Creem и Village Voice. Альбом не попал в чарт Billboard Top LPs, став первой пластинкой группы, которой это не удалось. Такер объяснила это отсутствием промоушена, а Юл отметил, что альбом не был мейнстримовым. Из-за того, что альбом не попал в чарты, MGM не планировала выпускать следующий альбом группы.

## Отзывы критиков
| Оценки критиков   | Оценки критиков                                                          |
| Источник          | Оценка                                                                   |
| ----------------- | ------------------------------------------------------------------------ |
| The Village Voice | A                                                                        |
| Record Mirror     | 3 из 5 звёзд · 3 из 5 звёзд · 3 из 5 звёзд · 3 из 5 звёзд · 3 из 5 звёзд |

Унтербергер отметил, что The Velvet Underground звучал гораздо более коммерчески, чем все предыдущие альбомы группы, и назвал его точкой, когда критики стали воспринимать группу более позитивно. Однако, несмотря на это, альбом не попал в чарты и был менее успешным, чем два предыдущих альбома группы. Рецензируя альбом для The Village Voice в 1969 году, Роберт Кристгау назвал его лучшей работой группы и нашёл его мелодичным, хорошо написанным и исключительно спетым, несмотря на «ещё один неудачный эксперимент» в «The Murder Mystery», который он назвал «какой-то стереозагадкой». В своём голосовании в ежегодном опросе критиков журнала Jazz & Pop Кристгау назвал его шестым лучшим альбомом года. Позже он включил его в свою «Основную библиотеку записей» 1950-х и 1960-х годов, опубликованную в Christgau's Record Guide: Rock Albums of the Seventies (1981) .
Лестер Бэнгс, писавший в журнале Rolling Stone, считал, что альбом не дотягивает до White Light/White Heat и имеет промахи в «The Murder Mystery» и «Pale Blue Eyes», но в итоге сказал, что сочетание мощной выразительной музыки и глубоко сентиментальных текстов убедит хулителей группы в том, что они могут «писать и играть любую музыку, какую захотят, с одинаковым блеском.» Пол Уильямс из Crowdaddy заявил, что «всем нравится» новый релиз группы, и назвал его своим личным любимым со времён Forever Changes Love. Боб Старк из Creem отметил, что он «такой же „далёкий“, как и два [предыдущих альбома]». Ленни Кей отрецензировал альбом для Jazz & Pop, назвав его «почти лирическим в своей красоте». Другие газеты, такие как Chicago Seed, Record World, Cashbox и более популярная Variety, высоко оценили альбом, причём последняя заявила, что это «важный вклад в лирическое развитие рока». Адриан Риболла из Oz, однако, сетовал на то, что «Velvet Underground не звучат вместе в этом альбоме». Кроме того, Broadside из Массачусетса тосковал по более старому звучанию группы. Melody Maker, похвалив альбом, одновременно отмахнулся от него, заметив, что он «не сенсационный, но интересный». Ретроспективно в октябре 1969 года Ричард Уильямс из того же журнала уточнил, что «старая жестокость все ещё была там», назвав старую рецензию Melody Maker ошибочной и приветствуя первые три альбома группы как «корпус работ, который легко можно назвать столь же впечатляющим, как и любой другой в роке.»

## Переоценка
| Совокупная оценка             | Совокупная оценка     |
| Источник                      | Оценка                |
| ----------------------------- | --------------------- |
| Metacritic                    | 98/100 (super deluxe) |
| Оценки критиков               |                       |
| Источник                      | Оценка                |
| AllMusic                      | [ 31 ]                |
| Blender                       | [ 32 ]                |
| Chicago Tribune               | [ 14 ]                |
| Encyclopedia of Popular Music | [ 33 ]                |
| Pitchfork                     | 10/10                 |
| Q                             | [ 35 ]                |
| Rolling Stone                 | [ 36 ]                |
| The Rolling Stone Album Guide | [ 37 ]                |
| Spin Alternative Record Guide | 10/10                 |

The Velvet Underground не попадал в Billboard 200 до переиздания 1985 года, когда он достиг 197 позиции. По данным Billboard в 2013 году, с 1991 года, когда Nielsen SoundScan начал отслеживать продажи альбомов, The Velvet Underground был продан тиражом 201 000 копий .
В рецензии на переиздание альбома в 1985 году Дэвид Фрике из Rolling Stone отметил, что и The Velvet Underground, и его предшественнику не хватает разнообразия дебютного альбома группы 1967 года и точной доступности Loaded (1970). Тем не менее, он считает, что альбом все ещё назидателен как нежный, тонко широкий цикл песен, чьё суровое производство удивительным образом раскрывает суть более выразительного песенного творчества Рида. Фрике назвал «ироничную пару» «Pale Blue Eyes» и «Jesus» лучшим выражением «обнадеживающего тепла в центре ярости Velvets» .
Профессиональные рецензенты приветствовали сдержанное исполнение альбома. Колин Ларкин, написавший в «Энциклопедии популярной музыки» (1998), сказал, что альбом продемонстрировал новую тонкость благодаря более значительной роли Рида в группе и что он «открыл пасторальный подход, более мягкий и приглушённый, сохранив леденящую, тревожную ауру предыдущих релизов.» В The Rolling Stone Album Guide (2004) Роб Шеффилд написал, что после ухода Кейла группа стала «акустическими фолк-балладниками» и что Рид был неожиданно очарователен в альбоме, чья «каждая песня — классика». Журнал Q назвал альбом «мерцающим, незабываемым выступлением группы». Ник Батлер из Sputnikmusic считает, что, хотя он не так хорош, как дебютный альбом группы, The Velvet Underground «все равно является блестящим альбомом». Грег Кот из Chicago Tribune отметил сдержанный вклад Рида в запись, резюмировав его так: «Впервые без Джона Кейла, [Рид] создаёт тихий, невозможно красивый фолк-рок.» Марк Деминг для AllMusic написал, что песни на этой пластинке — самые личные и трогательные из всех, что были записаны группой. Брайан Ино назвал этот альбом своим любимым альбомом группы.

### Позиции
The Velvet Underground был помещён под номером 262 в третьем издании списка 1000 лучших альбомов всех времён Колина Ларкина (2000). В 2003 году альбом занял 314 место в списке 500 величайших альбомов всех времён по версии Rolling Stone. В издании 2012 года он опустился до 316, а в издании 2020 года поднялся до 143. Журнал NME назвал его 21-м лучшим альбомом всех времён в списке 100 лучших альбомов всех времён. В списке 200 лучших альбомов 1960-х годов, составленном Pitchfork в 2017 году, он занял 12-е место, выше The Jimi Hendrix Experience. Ultimate Classic Rock включил его в свой нерейтинговый список 100 лучших альбомов 1960-х годов. Uncut включил его в список 200 величайших альбомов всех времён под номером 52, выше Third/Sister Lovers группы Big Star, но ниже Tapestry Кэрол Кинг.
Роберт Димери включил альбом в издание 2018 года своей книги 1001 Albums You Must Hear Before You Die. На основании его появления в профессиональных рейтингах и списках, сайт Acclaimed Music включил The Velvet Underground в список 11 самых признанных альбомов 1968 года, 39 самых признанных альбомов 1960-х годов и 188 самых признанных альбомов в истории.

## Переиздания
Наряду с первыми тремя альбомами группы, The Velvet Underground был переиздан в 1985 году. Эти переиздания оказались неожиданно успешными, что привело к дальнейшим релизам на PolyGram, таким как Another View. Альбом был включён в бокс-сет Peel Slowly and See, а позже был переиздан в качестве суперделюксного издания (Super Deluxe) к своему 45-летию, включая моно версии треков, демозаписи и живые выступления.

## Список композиций
Все композиции написаны Лу Ридом, за исключением тех случаев, когда это указано. Время звучания указано для Valentin mix; первый диск 45th Anniversary Super Deluxe Edition — это микс Валентайна.
| №  | Название          | Ведущий вокал | Длительность |
| -- | ----------------- | ------------- | ------------ |
| 1. | «Candy Says»      | Юл            | 4:04         |
| 2. | «What Goes On»    | Рид           | 4:55         |
| 3. | «Some Kinda Love» | Рид           | 4:03         |
| 4. | «Pale Blue Eyes»  | Рид           | 5:41         |
| 5. | «Jesus»           | Рид с Юлом    | 3:24         |

| №  | Название                      | Ведущий вокал             | Длительность |
| -- | ----------------------------- | ------------------------- | ------------ |
| 1. | «Beginning to See the Light»  | Рид                       | 4:41         |
| 2. | «I'm Set Free»                | Рид                       | 4:08         |
| 3. | «That's the Story of My Life» | Рид                       | 1:59         |
| 4. | «The Murder Mystery»          | Рид, Моррисон, Юл и Такер | 8:55         |
| 5. | «After Hours»                 | Такер                     | 2:07         |

| №   | Название                                              | Ведущий вокал             | Длительность |
| --- | ----------------------------------------------------- | ------------------------- | ------------ |
| 1.  | «Candy Says»                                          | Юл                        | 4:04         |
| 2.  | «What Goes On»                                        | Рид                       | 4:34         |
| 3.  | «Some Kinda Love»                                     | Рид                       | 3:39         |
| 4.  | «Pale Blue Eyes»                                      | Рид                       | 5:43         |
| 5.  | «Jesus»                                               | Рид с Юлом                | 3:23         |
| 6.  | «Beginning to See the Light»                          | Рид                       | 4:44         |
| 7.  | «I'm Set Free»                                        | Рид                       | 4:04         |
| 8.  | «That's the Story of My Life»                         | Рид                       | 2:03         |
| 9.  | «The Murder Mystery»                                  | Рид, Моррисон, Юл и Такер | 8:54         |
| 10. | «After Hours»                                         | Такер                     | 2:10         |
| 11. | «Beginning to See the Light (Alternate 'Closet Mix')» |                           | 4:44         |

| №   | Название                      | Ведущий вокал             | Длительность |
| --- | ----------------------------- | ------------------------- | ------------ |
| 1.  | «Candy Says»                  | Юл                        | 4:04         |
| 2.  | «What Goes On»                | Рид                       | 4:34         |
| 3.  | «Some Kinda Love»             | Рид                       | 3:39         |
| 4.  | «Pale Blue Eyes»              | Рид                       | 5:41         |
| 5.  | «Jesus»                       | Рид с Юлом                | 3:22         |
| 6.  | «Beginning to See the Light»  | Рид                       | 4:46         |
| 7.  | «I'm Set Free»                | Рид                       | 4:05         |
| 8.  | «That's the Story of My Life» | Рид                       | 2:04         |
| 9.  | «The Murder Mystery»          | Рид, Моррисон, Юл и Такер | 8:54         |
| 10. | «After Hours»                 | Такер                     | 2:11         |
| 11. | «What Goes On (Mono Single)»  |                           | 2:34         |
| 12. | «Jesus (Mono Single)»         |                           | 3:19         |

| №   | Название                                                    | Автор(ы)                                              | Длительность |
| --- | ----------------------------------------------------------- | ----------------------------------------------------- | ------------ |
| 1.  | «Foggy Notion» (Original 1969 mix)                          | Стерлинг Моррисон, Рид, Морин Такер, Хай Вайс, Дуг Юл | 6:58         |
| 2.  | «One of These Days» (New 2014 mix)                          |                                                       | 4:09         |
| 3.  | «Lisa Says» (New 2014 mix)                                  |                                                       | 3:00         |
| 4.  | «I'm Sticking with You» (Original 1969 mix)                 |                                                       | 2:25         |
| 5.  | «Andy's Chest» (Original 1969 mix)                          |                                                       | 2:55         |
| 6.  | «Coney Island Steeplechase» (New 2014 mix)                  |                                                       | 2:32         |
| 7.  | «Ocean» (Original 1969 mix)                                 |                                                       | 5:13         |
| 8.  | «I Can't Stand It» (New 2014 mix)                           |                                                       | 3:26         |
| 9.  | «She's My Best Friend» (Original 1969 mix)                  |                                                       | 3:07         |
| 10. | «We're Gonna Have a Real Good Time Together» (New 2014 mix) |                                                       | 2:56         |
| 11. | «I'm Gonna Move Right In» (Original 1969 mix)               | Джон Кейл, Моррисон, Рид Такер                        | 6:32         |
| 12. | «Ferryboat Bill» (Original 1969 mix)                        |                                                       | 2:13         |
| 13. | «Rock & Roll» (Original 1969 mix)                           |                                                       | 5:15         |
| 14. | «Ride into the Sun» (New 2014 mix)                          | Кейл, Моррисон, Рид, Такер                            | 3:33         |

Оригинальные миксы сессий 1969 года ранее были выпущены на сборниках VU и Another View.
| №   | Название                                     | Длительность |
| --- | -------------------------------------------- | ------------ |
| 1.  | «I'm Waiting for the Man»                    | 5:29         |
| 2.  | «What Goes On»                               | 4:33         |
| 3.  | «Some Kinda Love»                            | 4:03         |
| 4.  | «Over You»                                   | 3:01         |
| 5.  | «We're Gonna Have a Real Good Time Together» | 3:25         |
| 6.  | «Beginning to See the Light»                 | 5:37         |
| 7.  | «Lisa Says»                                  | 5:59         |
| 8.  | «Rock & Roll»                                | 6:54         |
| 9.  | «Pale Blue Eyes»                             | 6:05         |
| 10. | «I Can't Stand It Anymore»                   | 6:51         |
| 11. | «Venus in Furs»                              | 4:36         |
| 12. | «There She Goes Again»                       | 3:14         |

| №  | Название                 | Автор(ы)                   | Длительность |
| -- | ------------------------ | -------------------------- | ------------ |
| 1. | «Sister Ray»             | Кейл, Моррисон, Рид, Такер | 36:52        |
| 2. | «Heroin»                 |                            | 8:13         |
| 3. | «White Light/White Heat» |                            | 8:41         |
| 4. | «I'm Set Free»           |                            | 4:46         |
| 5. | «After Hours»            |                            | 2:55         |
| 6. | «Sweet Jane»             |                            | 4:17         |

## Участники записи
The Velvet Underground
- Лу Рид — соло- и ритм-гитара; фортепиано, ведущий вокал, если не указано иное, соведущий вокал на «The Murder Mystery»
- Дуг Юл — бас-гитара, орган; ведущий вокал на «Candy Says»; совместный припев в песнях «Jesus» и «The Murder Mystery»; бэк-вокал
- Стерлинг Моррисон — ритм- и соло-гитара; соведущий вокал на «The Murder Mystery»; бэк-вокал
- Морин Такер — перкуссия; ведущий вокал на «After Hours»; соведущий вокал на «The Murder Mystery», бэк-вокал

## Сертификации
| Регион                                                                      | Сертификация | Продажи |
| --------------------------------------------------------------------------- | ------------ | ------- |
| Великобритания (BPI)                                                        | Золотой      | 100 000 |
| Данные о продажах + прослушиваниях приведены только на основе сертификации. |              |         |